# Centris californica
Centris californica är en biart som beskrevs av Timberlake 1940. Centris californica ingår i släktet Centris och familjen långtungebin. Inga underarter finns listade.